# تاديوز فريدريك
تاديوز فريدريك (بالبولندية: Tadeusz Friedrich)‏ هو مبارز بالسيف بولندي، ولد في 7 يوليو 1903 في نوفي سونتس في بولندا، وتوفي في 10 أكتوبر 1976 في كراكوف في بولندا.

## وصلات خارجية
- تاديوز فريدريك على موقع أوليمبيديا (الإنجليزية)
- تاديوز فريدريك على موقع اللجنة الأولمبية البولندية (مؤرشف) (البولندية)